# Plateau des lacs mecklembourgeois

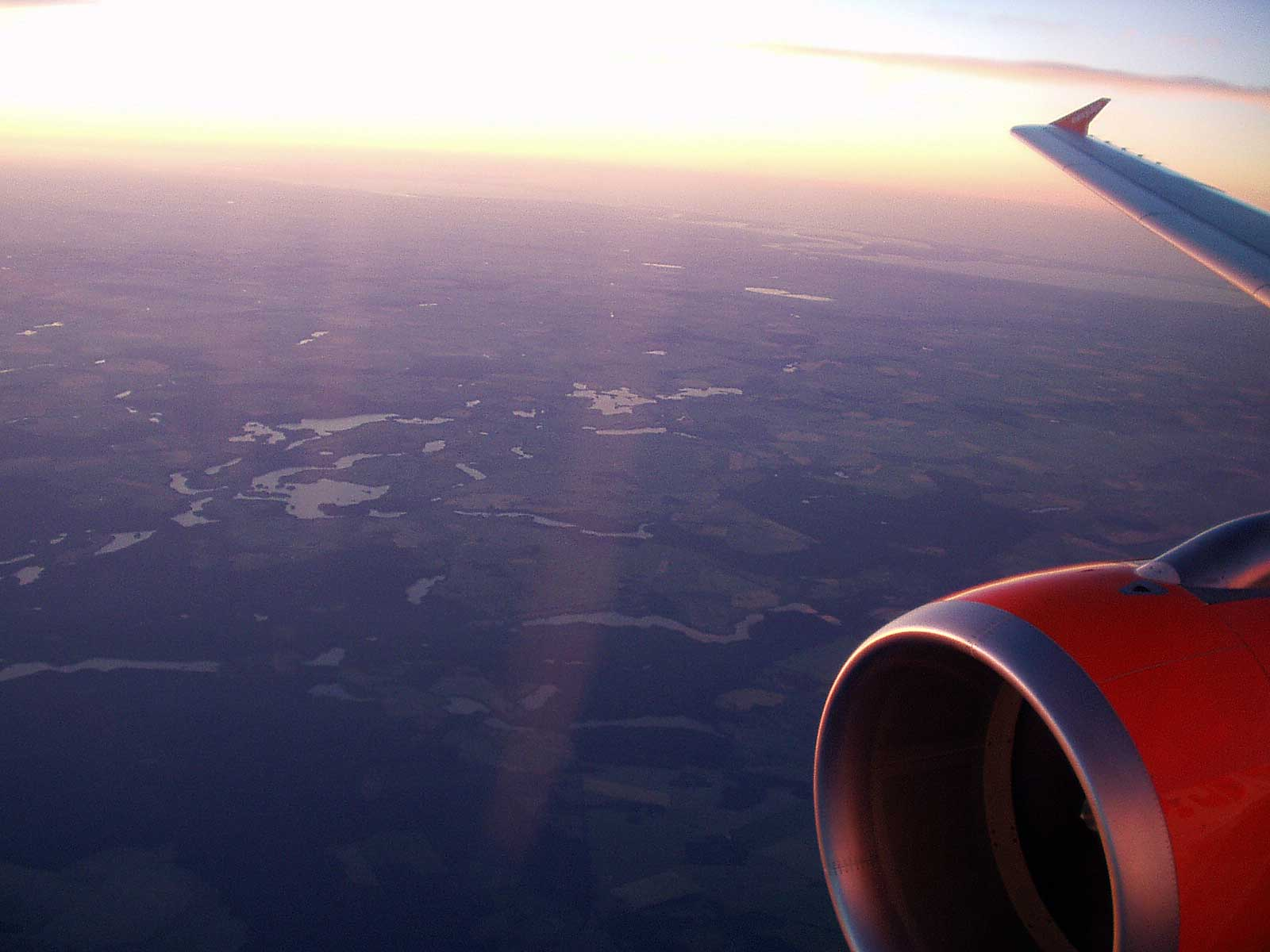
La partie orientale du plateau des lacs mecklembourgeois vue après le coucher du soleil depuis une altitude d'environ 8000 m.

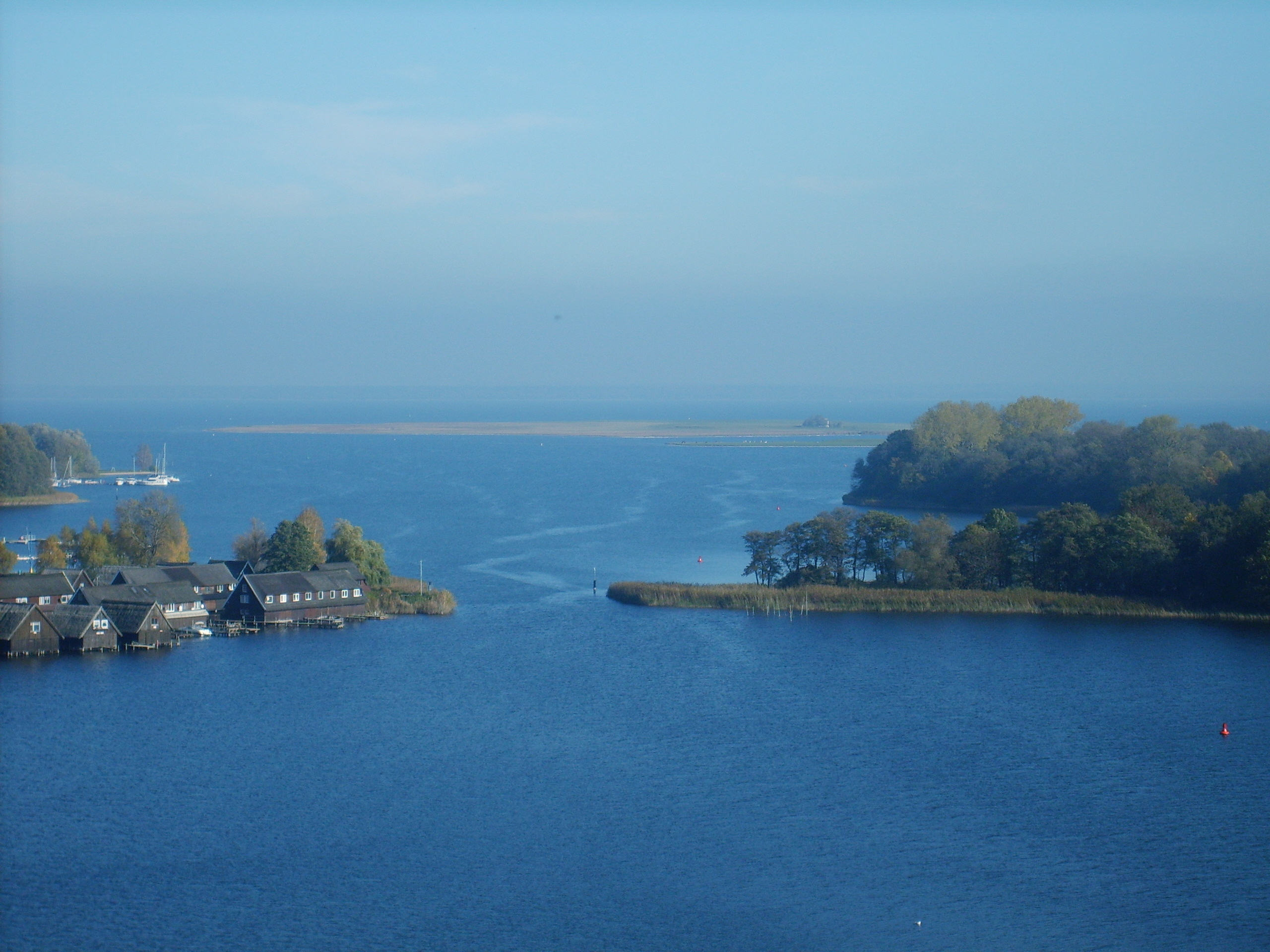
Le lac Müritz à Röbel.

La région des lacs du Mecklembourg (en allemand : Mecklenburgische Seenplatte) est une région lacustre située dans le nord-est de l'Allemagne, dans le Land de Mecklembourg-Poméranie-Occidentale. Cette région est, avec la région des lacs de Mazurie et la région des lacs de Poméranie, une des trois grandes régions lacustres situées au sud de la mer Baltique.
On y trouve différents parcs naturels ainsi que des lacs à la flore et à la faune uniques, comme le lac Müritz, le Plauer See, le Fleesensee, le Schmaler Luzin et le Kölpinsee.

## Situation
Le plateau des lacs mecklembourgeois se trouve au centre et au sud du Land de Mecklembourg-Poméranie-Occidentale. Au sud, la région des lacs, qui s'est formée il y a environ 12 000 ans, lors de la dernière glaciation, s'étend au-delà de la frontière avec le Land de Brandebourg, sur le contre-plateau de Ruppin. C'est pour cette raison que l'expression « plateau des lacs mecklembourgeois-brandebourgeois » est également utilisée. 
Le plateau lacustre peut être grossièrement subdivisé comme suit : 
- la région des grands lacs du Mecklembourg (avec le lac Müritz, le Plauer See, et le Kölpinsee), qui se déversent dans l'Elde.
- la région des petits lacs de Neustrelitz, autour de Neustrelitz, qui se déversent dans la Havel.
  - avec la région des lacs de Rheinsberg, au nord de Rheinsberg, qui se déversent dans le Rhin (Brandebourg).
- le paysage des lacs de Feldberg, dans la région de Feldberg (Mecklembourg), qui se déversent dans la Havel.

Les communes les plus importantes qui s'y trouvent sont Neustrelitz, Waren (Müritz), Röbel, Malchow et Plau am See.

## Histoire
Ce plateau lacustre était peuplé par des chasseurs et des pêcheurs depuis 10 000 ans av. J.-C. À partir de 4 000 ans av. J.-C., des cultures paysannes sédentaires, dont témoignent encore des tombes mégalithiques, s'y sont développées.
À partir des IVe et Ve siècles, les tribus germaniques qui s'y étaient établies émigrèrent vers le sud et elles furent remplacées à partir du VIIe siècle par des slaves, les Wendes, qui se mélangèrent à la population restante. 
Depuis le XIIe siècle l'influence de la colonisation allemande augmenta à nouveau.

### Source
- (de) Cet article est partiellement ou en totalité issu de l’article de Wikipédia en allemand intitulé « Mecklenburgische Seenplatte » (voir la liste des auteurs).